# 産交バス小国営業所
産交バス小国営業所（さんこうバスおぐにえいぎょうしょ）は、かつて存在した九州産交バスの子会社である産交バスの営業所の一つ。かつては、1984年に本体である九州産業交通から全路線廃止され、すべて廃止代替バスとした上で子会社の産交観光バスに移管したが、2005年4月に子会社再統合によって産交バスの営業所として位置付けられていた。
2021年頃（時期不明）に廃止となっており、担当していた路線は阿蘇営業所に継承され、営業所跡地は「産交バス阿蘇営業所小国車庫」として車両と乗務員は引き続き駐在している（乗車券窓口は既に阿蘇営業所へ統合され閉鎖）。
現在まで営業所管轄で駐在車庫は無かった。

## 担当路線
主に当営業所を起点として小国町ならびに南小国町全域をカバーし、一部は当エリアから阿蘇駅（阿蘇市）に向かう路線を担当していた。また、小国町と南小国町よりコミュニティバスの『小国郷循環バス（ぐる〜とBUS）』（ゆうステーション－黒川温泉－小田温泉－南小国役場－ゆうステーション）の運行を委託されていた。
以前においては、杖立温泉から熊本空港を経由し熊本市の熊本交通センター（現在の熊本桜町BT）・熊本駅まで向かう快速バス（かじか号）の運行を1999年4月より九州産業交通本体（現在の九州産交バス）から移管され車両も譲渡された上で運行していたが、2007年3月末を以って廃止されており、現在は快速バスの運行をおこなっていない（熊本方面へは黒川温泉にて九州横断バス、もしくは阿蘇駅にてやまびこ号・九州横断バスのいずれも熊本方面行きに乗換えが必要である）。

### 小国産交発着路線
過去に運行していた路線も含む。★印は現在阿蘇営業所により運行。
- 杖立線（切原－下城－簗瀬－杖立）★　※始発着はゆうステーション
- 岳の湯線（切原－小園－旧北里小学校前－奴留湯－戸井の口－岳の湯）　※始発着はゆうステーション
  - 2020年4月1日を以って路線廃止
- ステーション線（柏田住宅前－小国町役場前－小国中央－公立病院入口－ゆうステーション）★
- 湯田線（小国町役場前－ゆうステーション－小国郷農協前－南小国役場前－市原－中原－湯田）
  - 2017年10月1日を以って路線廃止
- 星和線（ゆうステーション－南小国役場前－満願寺－星和 ）
  - 2017年4月1日を以って路線廃止
- 南平線（ゆうステーション－小国大橋口－滴玉－万成寺－南平）
  - 2015年4月1日を以って路線廃止
- 黒川線（ゆうステーション－小国中央－永江観音－長迫－薬師温泉入口－黒川）★
- 阿蘇線（ゆうステーション－小国郷農協前－南小国役場前－市原－唐笠松－大観峰入口－内牧－阿蘇駅前）★
- 〃　（ゆうステーション－小国郷農協前－南小国役場前－黄川－大観峰入口－内牧－阿蘇駅前）
  - 廃止時期不明
- 室原線（ゆうステーション－神原－仁田切－杉の平－室原）
  - 廃止時期不明

## 車両
- 基本的に国産4メーカーを取り揃えていたが、2010年代においては日野・リエッセならびにレインボーRBといった小型車のみの配置となっており、各路線で幅広く運用されていた。また、小国郷循環バス専用車両として、小型観光タイプのエアロミディMJが購入されていた。
  - かつてはいすゞ・ジャーニーKなどの中型車で購入されていたが、経年による代替の際、徐々に小型車へと置き換えられ、当営業所における中型車は全廃となった。中型車の中には特異車として日野・レインボーKK-RRのサンプルカーも配置されていた（該当車両は現在熊本営業所に転属）。